# Yannick Leliendal
Yannick Leliendal (Amsterdam, 23 aprile 2002) è un calciatore surinamese con cittadinanza olandese, difensore del Volendam.

## Carriera

### Club
Leliendal è nato ad Amsterdam ma è cresciuto in Belgio dove ha giocato a calcio nel Tongeren prima di entrare nel settore giovanile del Genk nel 2014.
Il 16 luglio 2021 ha firmato un contratto biennale con il VVV-Venlo e l'8 agosto ha giocato il suo primo incontro fra i professionisti, contro il NAC Breda in Eerste Divisie. Il 26 ottobre ha realizzato il suo primo gol, sempre contro il NAC Breda, in KNVB beker. Nella finestra invernale di mercato è stato prestato all'TOP Oss dove ha avuto modo di giocare con maggior continuità.
Nel luglio 2022 è rimasto svincolato dal club di Venlo ed è stato in seguito tesserato dall'Utrecht che lo ha assegnato alla propria seconda squadra. Nel 2023 è stato promosso in prima squadra con cui il 6 ottobre ha debuttato in Eredivisie contro il Volendam.
L'11 luglio 2024 viene acquistato dal Volendam.

### Nazionale
Dopo avere rappresentato le selezioni giovanili di Belgio e Paesi Bassi, successivamente decide di rappresentare il Suriname, da cui viene convocato per la prima volta nel maggio 2025. L'11 giugno del medesimo anno il suo cambio di nazionalità è stato definitivamente approvato dalla FIFA.
Convocato per la Gold Cup 2025, nel corso del torneo esordisce con i surinamesi nella sfida pareggiata ai gironi contro la (0-0).

## Statistiche

### Presenze e reti nei club
Statistiche aggiornate al 16 novembre 2023.
| Stagione        | Squadra         | Campionato      | Campionato | Campionato | Coppe nazionali | Coppe nazionali | Coppe nazionali | Coppe continentali | Coppe continentali | Coppe continentali | Altre coppe | Altre coppe | Altre coppe | Totale | Totale | Totale |
| Stagione        | Squadra         | Comp            | Pres       | Reti       | Comp            | Pres            | Reti            | Comp               | Pres               | Reti               | Comp        | Pres        | Reti        | Pres   | Reti   |        |
| --------------- | --------------- | --------------- | ---------- | ---------- | --------------- | --------------- | --------------- | ------------------ | ------------------ | ------------------ | ----------- | ----------- | ----------- | ------ | ------ | ------ |
| 2021-gen. 2022  | VVV-Venlo       | 1D              | 7          | 0          | CO              | 1               | 1               |                    | -                  | -                  |             | -           | -           | 8      | 1      |        |
| gen.-giu. 2022  | TOP Oss         | 1D              | 14         | 0          | CO              | 0               | 0               |                    | -                  | -                  |             | -           | -           | 14     | 0      |        |
| 2022-2023       | Jong Utrecht    | 1D              | 31         | 1          |                 | -               | -               |                    | -                  | -                  |             | -           | -           | 31     | 1      |        |
| 2023-2024       | Jong Utrecht    | 1D              | 7          | 0          |                 | -               | -               |                    | -                  | -                  |             | -           | -           | 7      | 0      |        |
| 2023-2024       | Utrecht         | ED              | 5          | 0          | CO              | 1               | 0               |                    | -                  | -                  |             | -           | -           | 6      | 0      |        |
| Totale carriera | Totale carriera | Totale carriera | 64         | 1          |                 | 2               | 1               |                    | -                  | -                  |             | -           | -           | 66     | 2      |        |

### Cronologia presenze e reti in nazionale
| Cronologia completa delle presenze e delle reti in nazionale ― Suriname | Cronologia completa delle presenze e delle reti in nazionale ― Suriname | Cronologia completa delle presenze e delle reti in nazionale ― Suriname | Cronologia completa delle presenze e delle reti in nazionale ― Suriname | Cronologia completa delle presenze e delle reti in nazionale ― Suriname | Cronologia completa delle presenze e delle reti in nazionale ― Suriname | Cronologia completa delle presenze e delle reti in nazionale ― Suriname | Cronologia completa delle presenze e delle reti in nazionale ― Suriname |
| Data                                                                    | Città                                                                   | In casa                                                                 | Risultato                                                               | Ospiti                                                                  | Competizione                                                            | Reti                                                                    | Note                                                                    |
| ----------------------------------------------------------------------- | ----------------------------------------------------------------------- | ----------------------------------------------------------------------- | ----------------------------------------------------------------------- | ----------------------------------------------------------------------- | ----------------------------------------------------------------------- | ----------------------------------------------------------------------- | ----------------------------------------------------------------------- |
| 22-6-2025                                                               | Arlington                                                               | Rep. Dominicana                                                         | 0 – 0                                                                   | Suriname                                                                | Gold Cup 2025 - 1° turno                                                | -                                                                       | 66’ 75’                                                                 |
| Totale                                                                  |                                                                         | Presenze                                                                | 1                                                                       |                                                                         | Reti                                                                    | 0                                                                       |                                                                         |

## Palmarès

### Club

#### Competizioni nazionali
- Eerste Divisie: 1

Volendam: 2024-2025